# Code-E
Ne doit pas être confondu avec Numéro E.
Code-E est une série d'anime japonaise conçue par le Studio Deen, basée sur une idée originale d'Ichiro Sakaki et réalisée par Toshiyuki Kato. Prévue pour durer 12 épisodes, sa diffusion a commencé au Japon le 3 juillet 2007.

## Intrigue
Chinami Ebihara est une lycéenne qui émet des ondes électromagnétiques lorsque ses émotions se déchaînent. Ces ondes affectent les téléphones portables, les télévisions et les ordinateurs, entre autres. Ce « talent » oblige sa famille à déménager sans cesse. En 2017, les Ebihara déménagent une nouvelle fois. Au lycée, un garçon dénommé Kotarô Kannagi remarque le talent de Chinami et lui demande s'il peut l'étudier. Amoureuse de Kotarô depuis son enfance, Sonomi Kujô, issue d'une riche famille, réagit jalousement à cet intérêt qu'il porte à Chinami, tandis que Yuma Saihashi, une miko dotée de pouvoirs propres tente de la guider et de l'alerter. Deux étrangers ne tardent pas à arriver pour l'espionner.

## Personnages
Chinami Ebihara (千波美 海老原)
(doublée par Mai Hashimoto)
Chinami Ebihara est une jeune lycéenne de 17 ans maladroite et affublée de lunettes, qui aime lire et jardiner. Elle est incapable d'utiliser du matériel électronique, à cause de sa capacité d'émettre des ondes électroniques. Cependant, cela n'arrive que lorsqu'elle est embarrassée, effrayée ou nerveuse. Elle peut contrôler ce pouvoir en faisant des multiplications pour se calmer, mais elle ne peut s'empêcher de libérer des ondes en premier lieu. Par la suite, elle tombe amoureuse de Kotaro.
Kotarô Kannagi (光太郎 巫)
(doublé par Katsuhito Nomura)
Kotarô est un génie distrait de la même classe que Chinami. Il est le chef et le seul membre du club de recherche scientifique, et on le trouve toujours dans les locaux du club.
Sonomi Kujô (園美 九条)
(doublé par Kaori Nazuka)
Sonomi Kujô est une amie d'enfance de Kotaro, et est amoureuse de lui.
Keiko Komatsuna (圭子 小松菜)
(doublée par Halko Momoi)
Keiko Komatsuna est assise devant Chinami en classe. C'est la première amie que se fait Chinami dans sa nouvelle école.
Yuma Saihashi (由真 斎橋)
(doublée par Risa Mizuno)
Yuma Saihashi est une miko qui réside au temple. Solitaire, elle se tient à distance des autres et ne se fait pas facilement des amis. Elle consacre son temps libre à faire des massages aux personnes âgées du voisinage, mais refuse leurs cadeaux. Comme Chinami, elle peut émettre des ondes électromagnétiques. Son pouvoir est moins fort, mais elle le contrôle mieux. Yuma surveiller Chinami et l'avertit des dangers potentiels.
Keisuke Ebihara (啓介 海老原)
(doublé par Kōzō Shioya)
Keisuke Ebinhara est le père de Chinami. Il exerce son travail d'écrivain chez lui.
Mitsuki Ebihara (美月 海老原)
(doublée par Akiko Hiramatsu)
Mitsuki Ebihara est une femme d'affaires et la mère de Chinami.
Adol Brinberg (アドル・ブリンベルケ)
(doublé par Hiroshi Kamiya)
Adol Brinberg est un espion allemand, et le frère jumeau de Mils.
Mils Brinberg (ミリス・ブリンベルケ)
 (doublée par Megumi Toyoguchi)
Mils Brinberg est une espionne allemande, et la sœur jumelle d'Adol.

## Musique
Code-E
Générique d'ouverture : "E☆Scandal" (E☆スキャンダル)
Composition et arrangements : Caoli Cano
Générique de fin : "Kimi Kara no Kiseki" (きみからの奇跡) par Yūna Inamura (Maori Kimizuka)
Parole, composition et arrangements par Caoli Cano
Mission-E
Générique d'ouverture : E☆Secrets" (E☆シークレッツ) par ZOOM FLICKER
Générique de fin : "Feel so Easy! ビリビリver." par Haruko Momoi (épisodes 3,4,5,8,10)
Générique de fin : "Kimi kara no Kiseki" (きみからの奇跡) par Yūna Inamura (épisode 12)

## Source
- (en) Cet article est partiellement ou en totalité issu de l’article de Wikipédia en anglais intitulé « Code-E » (voir la liste des auteurs).